# Automeris jivaros
Automeris jivaros é uma espécie de mariposa do gênero Automeris, da família Saturniidae.
Sua ocorrência foi registrada no Equador e no Peru.
Possui a subespécie Automeris jivaros dognin.